# Enicospilus vorax
Enicospilus vorax är en stekelart som beskrevs av André Seyrig 1935. Enicospilus vorax ingår i släktet Enicospilus och familjen brokparasitsteklar. Inga underarter finns listade i Catalogue of Life.